# Часови очаја (филм)
Часови очаја (енгл. The Desperate Hours) је амерички филм из 1955. који је режирао Вилијам Вајлер. Главне улоге играју: Хамфри Богарт и Фредрик Марч.

## Улоге
| Глумац         | Улога                    |
| -------------- | ------------------------ |
| Хамфри Богарт  | Глен Грифин              |
| Фредрик Марч   | Данијел К. Хилјард       |
| Артур Кенеди   | Заменик шерифа Џеси Бард |
| Марта Скот     | Елинор „Ели“ Хилјард     |
| Дјуи Мартин    | Хал Грифин               |
| Гиг Јанг       | Чак Рајт                 |
| Мери Мерфи     | Синди Хилјард            |
| Ричард Ајер    | Ралфи Хилјард            |
| Роберт Мидлтон | Сем Кобиш                |